# Дэвис, Гарри

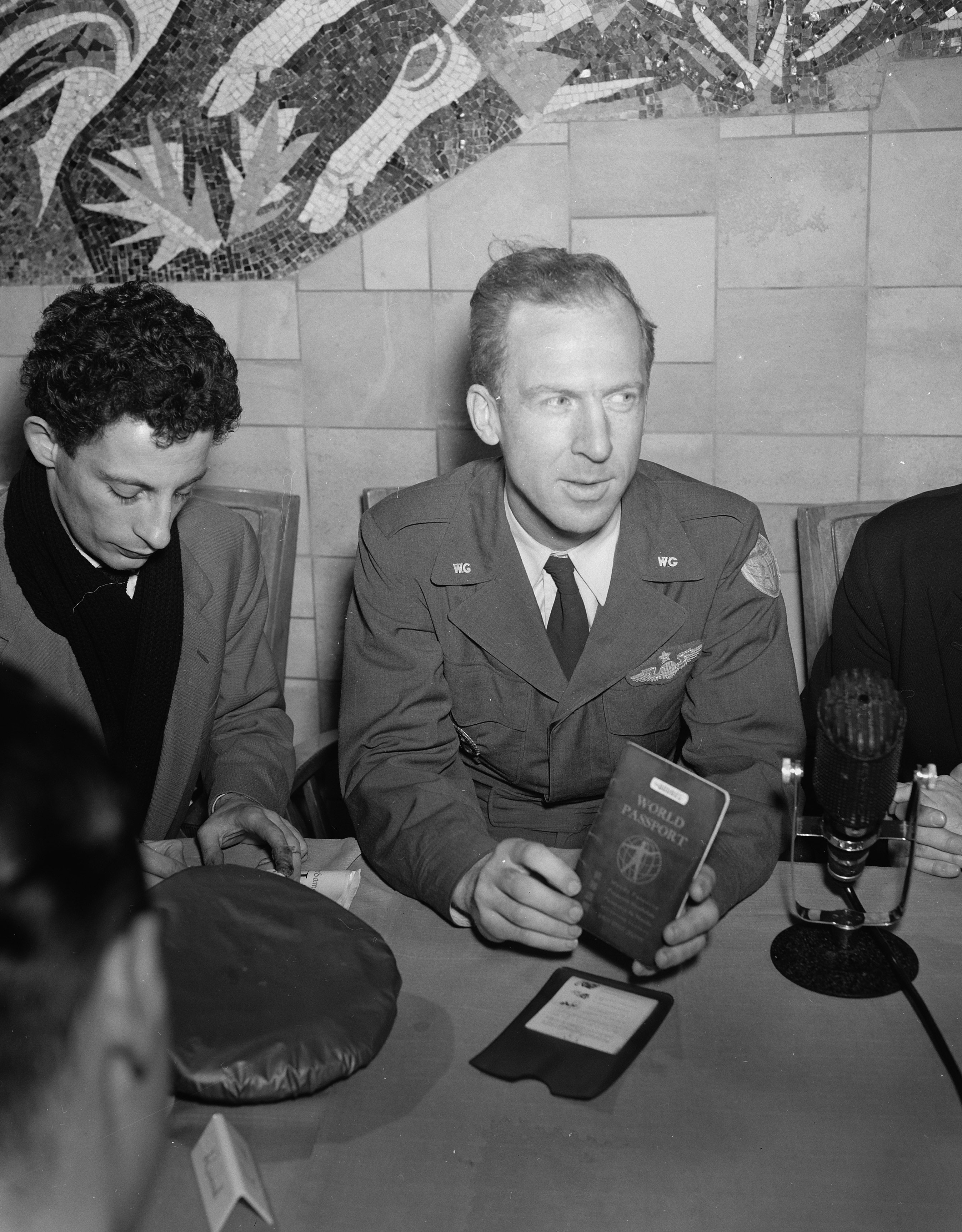

Га́рри Дэ́вис (англ. Garry Davis; 27 июля 1921, Бар-Харбор — 24 июля 2013) — американский общественный деятель, создатель паспорта гражданина мира и организации Всемирное правительство граждан мира.

## Биография
Гарри Дэвис является сыном Мейера и Хильды Дэвис. Окончил Епископальную Академию в 1940 году и поступил в Технологический Институт Карнеги. Также получил степень магистра в области гео-диалектики в одном из индийских университетов. Бывший бродвейский актёр, во время Второй мировой войны служил в армии США пилотом бомбардировщика.
25 мая 1948 года в Париже Гарри Дэвис отказался от американского гражданства, объявив себя «гражданином мира». Французское правительство потребовало, чтобы Дэвис покинул страну до 12 сентября. Однако без паспорта он не мог уехать из столицы. 7 сентября во Дворце Шайо была торжественно открыта Генеральная Ассамблея ООН. Воспользовавшись сложившейся ситуацией, Дэвис «выехал» из Франции и «въехал» на нейтральную территорию, где проходила Генеральная Ассамблея ООН. Был создан прецедент, и в результате был выдан первый паспорт гражданина мира.
Основал Международный регистр граждан мира в Париже в январе 1949 года, в который вошло более 750 тысяч человек. 4 сентября 1953 года в мэрии Эллсворта штата Мэн заявил о создании Мирового правительства граждан мира, основывающегося на фундаментальных правах человека. Следом в 1954 году он организовал Всемирное правительство граждан мира, главный исполнительный и административный орган правительства, который выдаёт паспорта, свидетельства о рождении и другие сертификаты для заявителей. Дэвис впервые использовал свой паспорт гражданина мира для поездки в Индию в 1956 году.
Во Франции он заручился поддержкой таких писателей как Альбер Камю и Андре Жид, также к ним примкнул аббат Пьер. Также сам Гарри опубликовал несколько книг о мировом гражданстве.
В марте 2012 года, в возрасте 90 лет, Гарри начал вещание еженедельного радиошоу «Радио граждан мира».